# Rue de Sully
Rue de Sully je ulice v Paříži. Nachází se ve 4. obvodu. Ulice byla pojmenována na počest vojevůdce a ministra vévody ze Sully.

## Poloha
Ulice vede od křižovatky s Rue Mornay a Rue de Schomberg a končí na křižovatce s Boulevard Henri-IV.

## Historie
Ulice byla otevřena v roce 1807 pod názvem Rue Neuve de Sully na místě bývalého nádvoří Pařížské zbrojnice. Vyhláškou z 26. ledna 1906 byla severozápadní část Rue de Sully mezi Boulevardem Henri-IV a Rue du Petit-Musc připojena ke Quai des Célestins.

## Zajímavé objekty
- Caserne des Célestins (sídlo Republikánské gardy) – domy se sudými čísly
- Bibliothèque de l'Arsenal – domy s lichými čísly